# プリークネス
プリークネスとは
1. 1867年、アメリカ合衆国生まれのサラブレッド。鹿毛の牡馬。本項で記述。
2. プリークネスステークスの略称。

プリークネス（Preakness、1867年 - 没年不明）は、アメリカ合衆国の競走馬、イギリスの種牡馬。アメリカクラシック三冠競走の第2戦目となるプリークネスステークスに名を残す。

## 概要
1870年にオープンしたピムリコ競馬場で初めて開催されたステークスレース、ディナーパーティーステークス（現ディキシーステークス）に勝利するなど活躍した。ピムリコ競馬場はこれを記念して、1873年にプリークネスステークスを創設した。8歳で引退しイギリスに渡り種牡馬となった。

### 馬名
プリークネス (Preakness) とは、ニュージャージー州の先住民族の言葉で鶉の森を意味するプラ-クア-レス (Pra-qua-les) が縮まったものとされる。馬主のサンフォード氏が所有していた2つの牧場が先住民族たちが鶉の森と呼んでいた場所にあったため、それらをプリークネスと呼んでいた。
ケンタッキー州のウッドバーン牧場の1歳馬のセリで名種牡馬レキシントンを父に持つ牡馬を最高価格となる2000ドルで買い取り、プリークネスと名付けた。

## ディナーパーティーステークス
1868年のサラトガ開催のあと、ニューヨーク州グランドユニオンホテルのディナーパーティーで2年後の秋に3歳馬のための大競走を創設することが話し合われ、メリーランド州ボルチモアで行われることが決定された。当時すでにピムリコというコースは存在していたが、改装し1870年にピムリコ競馬場がオープンした。ディナーパーティーでレースの概要が決まったため、ディナーパーティーステークスと名付けられた。そして迎えた第1回ディナーパーティーステークスに出走したプリークネスは不恰好な姿から荷馬車馬と笑われたが優勝した。メリーランドジョッキークラブはプリークネスを記念し、1873年にプリークネスステークスを創設した。
プリークネスはその後も走り続け、ウエストチェスターカップやマンハッタンハンデキャップに勝利、8歳ではサラトガカップで3歳年下のベルモントステークス馬スプリングボック (Springbok) との同着優勝などがあった。

## 競走成績
- 1870年（3歳）
  - 1着 ディナーパーティーステークス
- 1871年（4歳）
  - 1着 ウエストチェスターカップ、マチュリティステークス
- 1872年（5歳）
  - 2着 ロングブランチステークス
- 1873年（6歳）
  - 1着 マンハッタンハンデキャップ、グランドナショナルハンデキャップ、ロングブランチステークス、ジョッキークラブハンデキャップ
- 1874年（7歳）
  - 1着 ジョッキークラブハンデキャップ
  - 2着 サラトガカップ
- 1875年（8歳）
  - 1着 サラトガカップ、ボルチモアカップ
  - 2着 ジョッキークラブハンデキャップ
  - 3着 フォーダムハンデキャップ

## 引退後
1875年にイギリスに送られ、ハミルトン公爵に買われ種牡馬となった。年をとったプリークネスは気性が悪くなり、扱いにくい馬になったため癇癪をおこしたハミルトン公爵に銃で撃ち殺されてしまう。この事件を契機に動物に対するイギリスの法律が改正された。

## 血統
| プリークネスの血統(レキシントン系 / Emilius 4×4=12.50%, Sir Archy 4×5=9.38% (父内) , Diomed 5×5=6.25% (父内) , Sir Peter teazle 5×5=6.25% (母内) ) | プリークネスの血統(レキシントン系 / Emilius 4×4=12.50%, Sir Archy 4×5=9.38% (父内) , Diomed 5×5=6.25% (父内) , Sir Peter teazle 5×5=6.25% (母内) ) | プリークネスの血統(レキシントン系 / Emilius 4×4=12.50%, Sir Archy 4×5=9.38% (父内) , Diomed 5×5=6.25% (父内) , Sir Peter teazle 5×5=6.25% (母内) ) | （血統表の出典）      | （血統表の出典） |
| 父 Lexington 1850 アメリカ 鹿毛 | 父の父Boston 1833 アメリカ 栗毛 | Timoleon | Sir Archy             | Sir Archy        |
| 父 Lexington 1850 アメリカ 鹿毛 | 父の父Boston 1833 アメリカ 栗毛 | Timoleon | Saltram Mare          |                  |
| 父 Lexington 1850 アメリカ 鹿毛 | 父の父Boston 1833 アメリカ 栗毛 | Sister to Tuckahoe | Balls Florizel        | Balls Florizel   |
| 父 Lexington 1850 アメリカ 鹿毛 | 父の父Boston 1833 アメリカ 栗毛 | Sister to Tuckahoe | Alderman Mare         |                  |
| 父 Lexington 1850 アメリカ 鹿毛 | 父の母Alice Carneal 1836 アメリカ 鹿毛 | Sarpedon | Emilius               | Emilius          |
| 父 Lexington 1850 アメリカ 鹿毛 | 父の母Alice Carneal 1836 アメリカ 鹿毛 | Sarpedon | Icaria                |                  |
| 父 Lexington 1850 アメリカ 鹿毛 | 父の母Alice Carneal 1836 アメリカ 鹿毛 | Rowena | Sumpter               | Sumpter          |
| 父 Lexington 1850 アメリカ 鹿毛 | 父の母Alice Carneal 1836 アメリカ 鹿毛 | Rowena | Lady Grey             |                  |
| 母 Bay Leaf 1853 アメリカ 鹿毛 | 母の父Yorkshire 1834 イギリス 鹿毛 | St Nicholas | Emilius               | Emilius          |
| 母 Bay Leaf 1853 アメリカ 鹿毛 | 母の父Yorkshire 1834 イギリス 鹿毛 | St Nicholas | Sea Mew               |                  |
| 母 Bay Leaf 1853 アメリカ 鹿毛 | 母の父Yorkshire 1834 イギリス 鹿毛 | Miss Rose | Tramp                 | Tramp            |
| 母 Bay Leaf 1853 アメリカ 鹿毛 | 母の父Yorkshire 1834 イギリス 鹿毛 | Miss Rose | Sancho Mare           |                  |
| 母 Bay Leaf 1853 アメリカ 鹿毛 | 母の母Maria Black 1834 イギリス 黒鹿毛 | Filho Da Puta | Haphazard             | Haphazard        |
| 母 Bay Leaf 1853 アメリカ 鹿毛 | 母の母Maria Black 1834 イギリス 黒鹿毛 | Filho Da Puta | Mrs Barnet            |                  |
| 母 Bay Leaf 1853 アメリカ 鹿毛 | 母の母Maria Black 1834 イギリス 黒鹿毛 | Smolensko Mare | Smolensko             | Smolensko        |
| 母 Bay Leaf 1853 アメリカ 鹿毛 | 母の母Maria Black 1834 イギリス 黒鹿毛 | Smolensko Mare | Sir Peter Mare F-No.9 |                  |